# Chlumetia transversa
Chlumetia transversa är en fjärilsart som beskrevs av Walker 1863. Chlumetia transversa ingår i släktet Chlumetia och familjen nattflyn. Inga underarter finns listade i Catalogue of Life.